# Arcuș
Arcuș is een Roemeense gemeente in het district Covasna.
Arcuș telt 1316 inwoners.